# Felipe Aguilar
Felipe Aguilar, né le 20 janvier 1993 à Medellín, est un footballeur international colombien. Il évolue au poste de défenseur central à l'Athletico Paranaense.

## Biographie
Felipe Aguilar remporte le championnat de la CONMEBOL des moins de 20 ans en 2013 avec la sélection colombienne. Ce sacre lui permet de participer à la Coupe du monde des moins de 20 ans 2013 organisée en Turquie. Il dispute quatre matchs lors du mondial junior.
Felipe Aguilar participe ensuite au Tournoi de Toulon 2016. Lors de la compétition, il inscrit un but contre les États-Unis.
Il est retenu la même année par le sélectionneur José Pékerman, afin de participer à la Copa América Centenario, organisée pour la toute première fois aux États-Unis.

## Palmarès

### En club
- Atlético Nacional
  - Vainqueur de la Superliga Colombiana en 2016
  - Vainqueur de la Copa Libertadores en 2016
  - Vainqueur de la Recopa Sudamericana en 2017 (en)

### En sélection
- Équipe de Colombie des moins de 20 ans
  - Vainqueur du Championnat de la CONMEBOL de football des moins de 20 ans en 2013 (en)

- Équipe de Colombie
  - Troisième de la Copa América en 2016